# Отісвілл (Нью-Йорк)
Отісвілл (англ. Otisville) — селище (англ. village) в США, в окрузі Орандж штату Нью-Йорк. Населення — 969 осіб (2020).

## Географія
Отісвілл розташований за координатами 41°28′17″ пн. ш. 74°32′23″ зх. д. / 41.47139° пн. ш. 74.53972° зх. д. (41.471438, -74.539709).  За даними Бюро перепису населення США в 2010 році селище мало площу 1,98 км², уся площа — суходіл.

## Демографія
Згідно з переписом 2010 року, у селищі мешкало 1068 осіб у 375 домогосподарствах у складі 274 родин. Густота населення становила 540 осіб/км².  Було 410 помешкань (207/км²).
Расовий склад населення:
| - 88,7 % — білих - 6,7 % — чорних або афроамериканців - 2,1 % — азіатів - 0,2 % — корінних американців - 1,3 % — осіб інших рас |

До двох чи більше рас належало 1,0 %. Частка іспаномовних становила 11,2 % від усіх жителів.
За віковим діапазоном населення розподілялося таким чином: 26,0 % — особи молодші 18 років, 63,6 % — особи у віці 18—64 років, 10,4 % — особи у віці 65 років та старші. Медіана віку мешканця становила 36,7 року. На 100 осіб жіночої статі у селищі припадало 106,6 чоловіків;  на 100 жінок у віці від 18 років та старших — 98,0 чоловіків також старших 18 років.
Середній дохід на одне домашнє господарство  становив 94 296 доларів США (медіана — 83 162), а середній дохід на одну сім'ю — 107 342 долари (медіана — 97 321). Медіана доходів становила 57 266 доларів для чоловіків та 46 875 доларів для жінок. За межею бідності перебувало 6,7 % осіб, у тому числі 9,1 % дітей у віці до 18 років та 6,0 % осіб у віці 65 років та старших.
Цивільне працевлаштоване населення становило 572 особи. Основні галузі зайнятості: освіта, охорона здоров'я та соціальна допомога — 34,1 %, роздрібна торгівля — 15,7 %, будівництво — 11,2 %, транспорт — 7,7 %.